# Papillon ocellé
Junonia coenia
Espèce
Le Papillon ocellé (Junonia coenia) est un insecte lépidoptère  de la famille des  Nymphalidae, de la sous-famille des Nymphalinae et du genre Junonia.

## Dénomination
Junonia coenia  a été nommé par Jakob Hübner en 1822.
Synonymes : Junonia weidenhameri ; Polacek, 1925..

### Noms vernaculaires
Le Papillon ocellé se nomme en anglais Buckeye ou Common Buckeye.

## Description
Le Papillon ocellé est un papillon marron orné d'orange et de blanc, reconnaissable à ses ocelles: deux sur chaque aile postérieure et antérieure. En face dorsale, l'aile antérieure présente le petit ocelle à l'apex et le gros dans une bande blanche, deux bandes orange marquent la base du côté de la costa. L'aile postérieure comporte une bande submarginale orange, puis le très gros ocelle et celui de taille moyenne en limite de cette bande.
La face ventrale présente les mêmes patrons, en plus pâle. Il est d'une teinte plus marron durant la saison humide et plus rose durant la saison sèche. La femelle est plus grande que le mâle et leur envergure varie entre 37 et 70mm,,.

### Chenille
La chenille grise tachée de blanc et de jaune est ornée d'épines ramifiées.

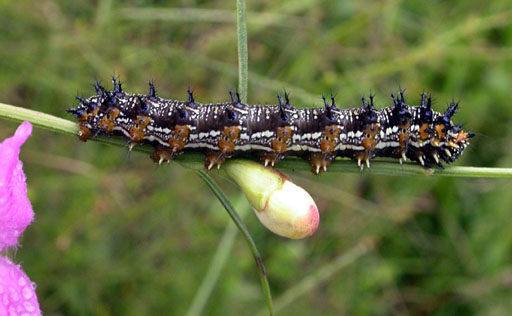
Chenille
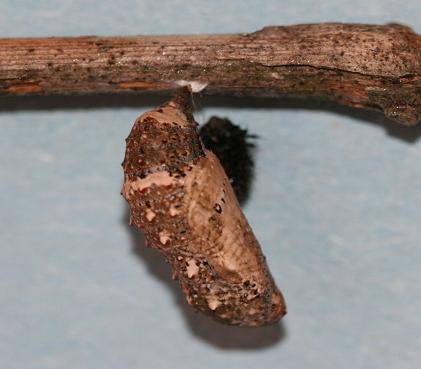
Chrysalide

## Biologie
C'est un migrateur pouvant effectuer des migrations massives vers le nord et y rester de la fin du printemps à la fin de l'été.

### Période de vol
Il vole toute l'année dans la partie la plus au sud de son aire, en deux ou trois générations entre mai et octobre plus au nord.
Les imagos et les chenilles hibernent dans leur aire de résidence dans le sud.

### Plantes hôtes
Ses plantes hôtes sont des  Crassulaceae, des Plantaginaceae, des Scrophulariaceae et des Verbenacea, Antirrhinum, Linaria, Plantago et des  Ruellia dont Ruellia nodiflora suivant d'autres sources.

## Écologie et distribution
Le Papillon ocellé est résident dans le sud de l'Amérique du Nord, dans le sud des États-Unis et le long des côtes de la Californie à la Caroline du Nord. Il est aussi résident au Mexique à Cuba et aux Bermudes.
C'est un migrateur qui est observé dans toute l'Amérique du Nord sauf les états du nord-ouest limitrophes du Canada et à l'est jusqu'au Québec et dans le sud de l'Ontario,,.

### Biotope
Il est présent dans les milieux ouverts.

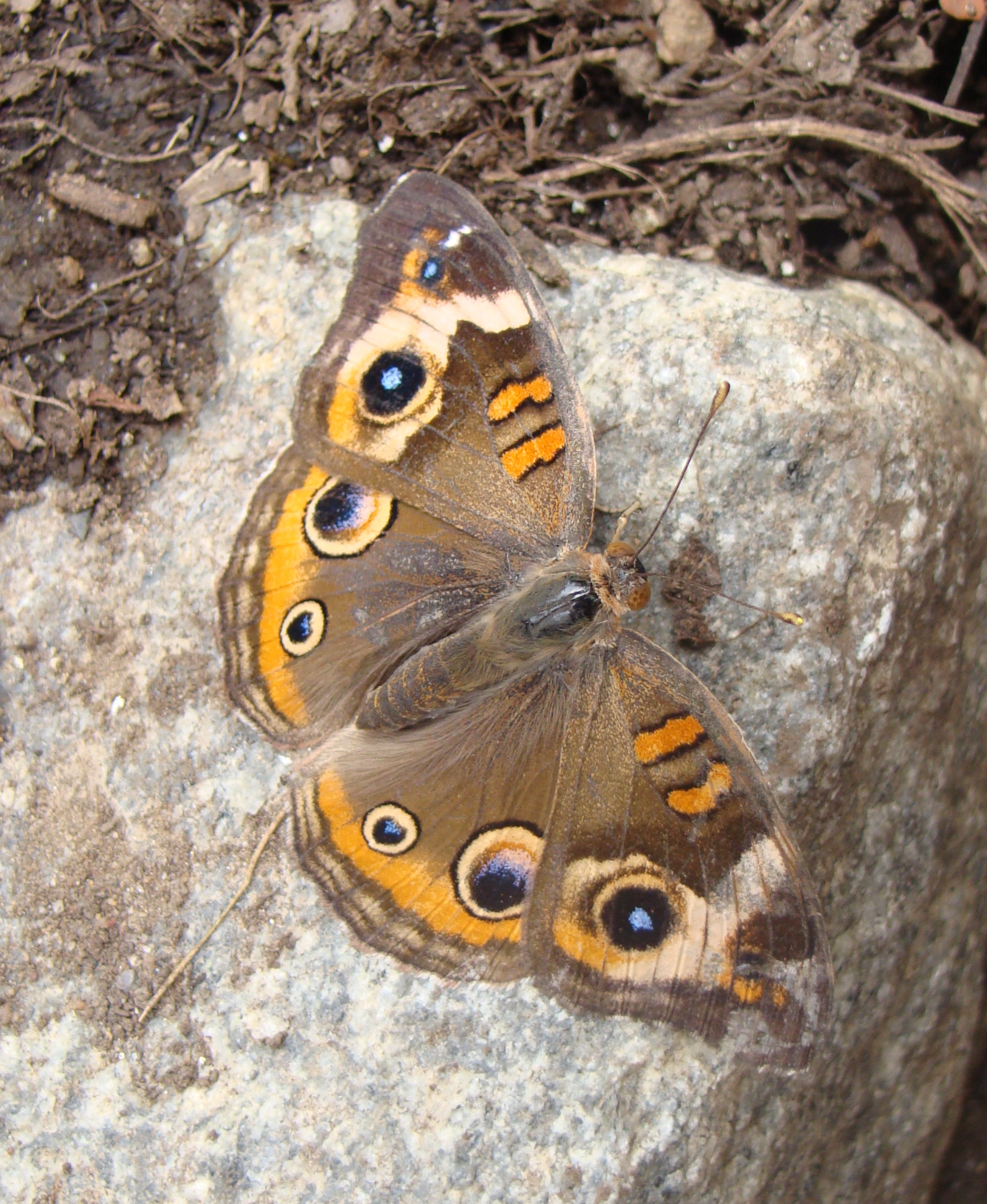
Papillon ocellé

### Protection
Pas de statut de protection particulier.